# Muzoi
Muzoi is een bestuurslaag in het regentschap Nias Utara van de provincie Noord-Sumatra, Indonesië. Muzoi telt 1374 inwoners (volkstelling 2010).